# Бельно (Куявсько-Поморське воєводство)
Бельно (пол. Belno, нім. Bellno) — село в Польщі, у гміні Єжево Свецького повіту Куявсько-Поморського воєводства.
Населення — 261 особа (2011).
У 1975-1998 роках село належало до Бидгощського воєводства.

## Демографія
Демографічна структура станом на 31 березня 2011 року:
|          | Загалом | Допрацездатний вік | Працездатний вік | Постпрацездатний вік |
| -------- | ------- | ------------------ | ---------------- | -------------------- |
| Чоловіки | 130     | 25                 | 91               | 14                   |
| Жінки    | 131     | 36                 | 75               | 20                   |
| Разом    | 261     | 61                 | 166              | 34                   |